# Цапик, Алексей Александрович
Алексей Александрович Цапик (бел. Аляксей Аляксандравіч Цапік; род. 4 августа 1988) — белорусский легкоатлет, специалист по прыжкам в длину и тройным прыжкам. Выступал за сборную Белоруссии по лёгкой атлетике в 2007—2014 годах, обладатель бронзовой медали чемпионата Европы, многократный победитель и призёр первенств национального значения. Мастер спорта Республики Беларусь международного класса.

## Биография
Алексей Цапик родился 4 августа 1988 года.
Занимался лёгкой атлетикой в Детско-юношеской спортивной школе в Белыничах и в Республиканском центре олимпийской подготовки. Тренеры — В. М. Олейник, И. П. Приходько, позднее В. А. Сафронов. Представлял Республиканский центр физического воспитания и спорта учащихся и студентов.
Впервые заявил о себе в июле 2007 года, когда на чемпионате Белоруссии в Гродно превзошёл всех соперников в прыжках в длину и завоевал золотую медаль. Попав в состав белорусской сборной, выступил на юниорском европейском первенстве в Хенгело, где занял 11-е место в прыжках в длину и восьмое место в тройных прыжках.
В 2012 году выиграл зимний чемпионат Белоруссии в Могилёве в прыжках длину и тройных прыжках. В этом сезоне установил свои личные рекорды в тройном прыжке в закрытых помещениях и на открытом стадионе — 16,86 и 16,82 соответственно. Принимал участие в чемпионате Европы в Хельсинки — в финале прыгнул на 16,97 метра и стал бронзовым призёром, уступив только итальянцу Фабрицио Донато и представителю Украины Шерифу Эль-Шерифу.
В 2013 году в тройном прыжке был лучшим на зимнем и летнем чемпионатах Белоруссии, выступил на чемпионате Европы в помещении в Гётеборге, показал девятый результат в Суперлиге командного чемпионата Европы в Гейтсхеде.
На чемпионате Белоруссии 2014 года в Гродно стал вторым позади Дмитрия Плотницкого, на чемпионате Европы в Цюрихе с результатом 15,92 в финал не вышел.
За выдающиеся спортивные достижения удостоен почётного звания «Мастер спорта Республики Беларусь международного класса».